# Diffluence (hydrologie)
Pour les articles homonymes, voir Diffluence.

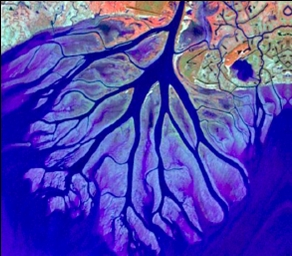
Image satellite du delta de la rivière Atchafalaya, née d'une diffluence du Mississippi, comprenant lui-même de nombreux défluents sous la forme de bras.

La diffluence est le fait pour un cours d'eau de se diviser en deux ou plusieurs bras qui ne se rejoignent pas en aval. Chaque bras est alors appelé défluent qui peut être distingué du cours principal comme un cours d'eau à part entière. Le terme « diffluence » vient du latin diffluere signifiant « couler en sens inverse ».
Le cas typique de diffluence se rencontre avec les différents bras d'un delta.
Un cas extrême de diffluence se rencontre lorsque le défluent change de bassin versant. C'est le cas du canal de Casiquiare au Venezuela qui nait de l'Orénoque et rejoint l'Amazone via le río Negro.